# Lierfeld
Lierfeld is een plaats in de Duitse deelstaat Rijnland-Palts, en maakt deel uit van de Eifelkreis Bitburg-Prüm.
Lierfeld telt 83 inwoners.

## Bestuur
De plaats is een Ortsgemeinde en maakt deel uit van de Verbandsgemeinde Arzfeld.
Verbandsvrije stad:  Bitburg